# Jean Tamini
Jean Tamini (* 9. Dezember 1919 in Monthey; † 13. März 1993) war ein Schweizer Fussballspieler.

## Karriere

### Verein
Tamini wuchs in Lyon auf, wo er mit dem Fussballspielen begann. 1940 wurde er Profispieler bei der AS Saint-Étienne. 1941 schloss er sich dem FC Lyon an, für den er mit Ausnahme der Saison 1943/44, die er in seinem Geburtsland bei Servette FC verbrachte, bis 1945 spielte.
Danach wechselte er erneut zu Servette, wo er in den folgenden fünf Jahren zweimal Schweizer Meister und einmal Cupsieger wurde. 1950 kehrte er für zwei Jahre zur AS Saint-Étienne zurück. Seine letzte Spielzeit verbrachte er wiederum bei Servette, wo er 1953 seine Spielerkarriere beendete.
Anschliessend kehrte er nach Lyon zurück, wo er noch mehrere Jahre bei Olympique Lyon für die Amateurmannschaft und als Sportdirektor des Profiteams arbeitete.

### Nationalmannschaft
Tamini debütierte am 10. November 1946 beim 1:0 im Freundschaftsspiel gegen Österreich in der Schweizer Fussballnationalmannschaft. Sein erstes Länderspieltor erzielte er ein knappes Jahr später beim 4:0 gegen Belgien im heimischen Stade des Charmilles.
Anlässlich der Weltmeisterschaft 1950 in Brasilien berief ihn Nationaltrainer Franco Andreoli in das Schweizer Kader. Tamini kam in allen drei Vorrundenspielen gegen Jugoslawien, den Gastgeber sowie gegen Mexiko zum Einsatz. Beim 2:1 im letzten Gruppenspiel gegen die Mexikaner, vor dem das Ausscheiden der Schweiz aus dem Turnier bereits feststand, erzielte er das Tor zur zwischenzeitlichen 2:0-Führung. Dieses Spiel war gleichzeitig sein letztes von insgesamt 20 Länderspielen, in denen er drei Tore erzielte.

## Erfolge
- Schweizer Meister: 1946, 1950
- Schweizer Cupsieger: 1949